# ツイスター (ゲーム)

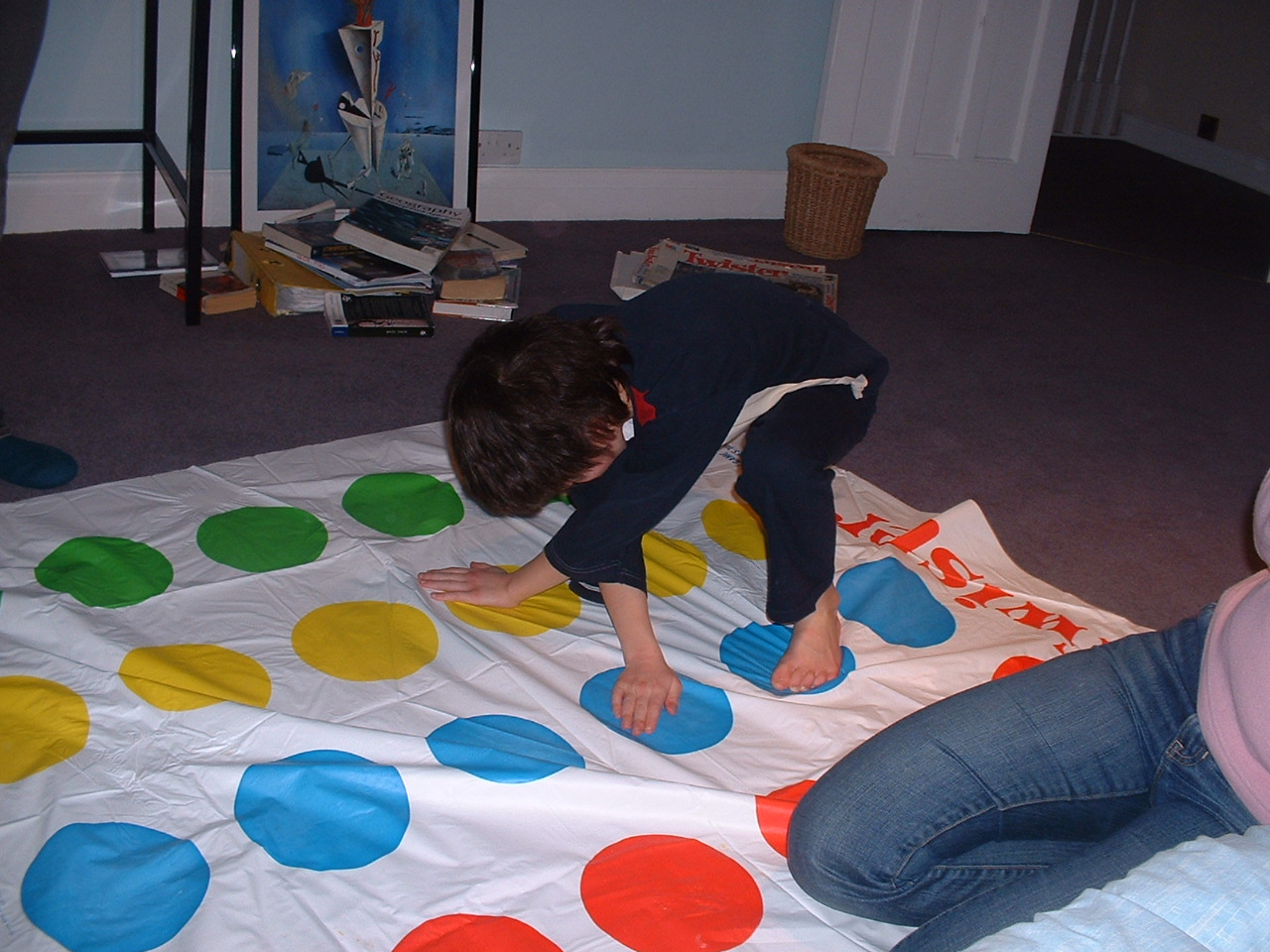
ツイスター

ツイスター（Twister）は、パーティーゲームの一種。1966年にアメリカ合衆国の玩具メーカー ミルトン・ブラッドレー（後にハズブロへ吸収合併）から発売された。

## 概要
ゲームは複数人でおこなう。スピナーと呼ばれるルーレットのような指示板によって示された、両手足のいずれかの部位を、4色（赤・青・黄・緑）に色分けしてシートに描かれたマークの上へ交代で置いていき、倒れないよう体勢を持ちこたえる。掌と足の裏以外の部位が床やシートに接触するまで続け、最後まで持ちこたえたプレイヤーが勝者となる。

## 歴史
ツイスターは玩具デザイナーのチャールズ・F・フォーリーと製品デザインアーティストのニール・レイベンズによって発明された。2人は1966年4月14日にアメリカ合衆国で特許を出願し、そのアイデアをミルトン・ブラッドレーに売り込んだ。当初は「プレッツェル」（Pretzel）と呼ばれていたが、ミルトン・ブラッドレーがこれをツイスター（Twister）として発売した。
1966年5月3日にはジョニー・カーソンがテレビ番組「ザ・トゥナイト・ショー」でツイスターを紹介している。番組では女優のエヴァ・ガボール（英語版）が胸元の開いたドレスで登場。エヴァの手と足がジョニーの顔の上に、笑ったり叫んだりと、周知は成功した。
発売初年、ミルトン・ブラッドレーのツイスター販売台数は300万セット以上を記録した。

## 日本での展開
日本では1967年に任天堂がミルトン・ブラッドレーから『タイムボーン』や『プロボーリング』といった玩具とともにツイスターの製造販売権を獲得し、「ツイスターゲーム」として発売した。美容体操で知られる竹腰美代子とタイアップして美容効果を宣伝し、マニュアルに「ツイスター体操」の方法を掲載していた時期があった。当時の任天堂は売上の大半をトランプや花札に依存していたが、ディズニートランプの需要が一巡してからは成長が伸び悩んでおり、室内娯楽総合メーカーへ脱却を図っていた時期であった。
2024年現在の販売会社はハズブロで、日本ではハズブロジャパンが販売している。
| 事業者名         | おおよその販売期間     |
| ---------------- | ---------------------- |
| 任天堂           | 1967年 - 不明          |
| トミー           | 1998年 - 2006年        |
| タカラトミー     | 2006年 - 2018年3月31日 |
| ハズブロジャパン | 2018年4月 -            |